# La Butte Vachon
Das Galeriegrab (französisch Allée couverte) La Butte Vachon (auch Allée couverte des Déserts oder Argenteuil 1 genannt) gehört zu den Megalithanlagen im Département Val-d’Oise. Es liegt in Argenteuil, nordwestlich von Paris und wurde 1943 unter Schutz gestellt.
Die eingetiefte Anlage wurde im Jahre 1867 entdeckt. Sie ist etwa 13,0 m lang und besteht aus Seitenwänden aus Trockenmauerwerk, die mit vier Sandsteinplatten bedeckt sind.
In dem Dreieck zwischen Rouen, Chartres und Soissons wurden 34 weitere gleichartige Anlagen gefunden. Dazu gehört auch die erst 1946, im Untergrund der Firma Vivez, gefundene Anlage Argenteuil 2. Sie enthielt hunderte von Klingen, Knochenperlen, Pfeilspitzen und Steinäxten. Beide Anlagen liegen heute mitten im Ort.